# 2889 Brno
A 2889 Brno (ideiglenes jelöléssel 1981 WT1) a Naprendszer kisbolygóövében található aszteroida. Antonín Mrkos fedezte fel 1981. november 17-én.